# Georgeta Damian
Georgeta Damian-Andrunache (Dracșani, 14 april 1976) is een Roemeens voormalig roeister. Damian maakte haar debuut met een wereldtitel in de acht en een zilveren medaille in de twee-zonder-stuurvrouw tijdens de wereldkampioenschappen roeien 1997. De wereldtitel in de acht prolongeerde Damian in 1998 en 1999. Tijdens Damian haar olympische debuut in 2000 behaalde ze de titel in de acht en de twee-zonder-stuurvrouw. Tijdens de Wereldkampioenschappen roeien 2001 en 2002 werd Damian kampioen in de twee-zonder-stuurvrouw. Tijdens de Olympische Zomerspelen 2004 prolongeerde Damian haar titels in de acht en de twee-zonder-stuurvrouw. Vier jaar later werd Damian voor de derde maal op rij olympisch kampioen in de twee-zonder-stuurvrouw in de acht moest ze genoegen nemen met de bronzen medaille. Vier jaar later tijdens de Olympische Zomerspelen 2012 werd Damian vijfde in de twee-zonder-stuurvrouw.

## Resultaten
- Wereldkampioenschappen roeien 1997 in Aiguebelette-le-Lac  in de twee-zonder
- Wereldkampioenschappen roeien 1997 in Aiguebelette-le-Lac  in de acht
- Wereldkampioenschappen roeien 1998 in Keulen 4e in de twee-zonder
- Wereldkampioenschappen roeien 1998 in Keulen  in de acht
- Wereldkampioenschappen roeien 1999 in St. Catharines 6e in de twee-zonder
- Wereldkampioenschappen roeien 1999 in St. Catharines  in de acht
- Olympische Zomerspelen 2000 in Sydney  in de twee-zonder
- Olympische Zomerspelen 2000 in Sydney  in de acht
- Wereldkampioenschappen roeien 2001 in Luzern  in de twee-zonder
- Wereldkampioenschappen roeien 2001 in Luzern  in de acht
- Wereldkampioenschappen roeien 2002 in Sevilla  in de twee-zonder
- Wereldkampioenschappen roeien 2002 in Sevilla 4e in de acht
- Wereldkampioenschappen roeien 2003 in Milaan  in de twee-zonder
- Wereldkampioenschappen roeien 2003 in Milaan  in de acht
- Olympische Zomerspelen 2004 in Athene  in de twee-zonder
- Olympische Zomerspelen 2004 in Athene  in de acht
- Wereldkampioenschappen roeien 2007 in München  in de twee-zonder
- Wereldkampioenschappen roeien 2007 in München  in de acht
- Olympische Zomerspelen 2008 in Peking  in de twee-zonder
- Olympische Zomerspelen 2008 in Peking  in de acht
- Olympische Zomerspelen 2012 in Londen 5e in de twee-zonder

1976: Sijka Kelbetsjeva & Stojanka Groejtsjeva ·
1980: Ute Steindorf & Cornelia Klier ·
1984: Rodica Arba & Elena Horvat ·
1988: Rodica Arba & Olga Homeghi ·
1992: Marnie McBean & Kathleen Heddle ·
1996: Megan Still & Kate Slatter ·
2000: Georgeta Damian & Doina Ignat ·
2004: Georgeta Damian & Viorica Susanu ·
2008: Georgeta Andrunache-Damian & Viorica Susanu ·
2012: Helen Glover & Heather Stanning ·
2016: Helen Glover & Heather Stanning ·
2020: Grace Prendergast & Kerri Gowler ·
2024: Ymkje Clevering & Veronique Meester
1976: Goretzki & Knetsch & Richter & Ahrenholz & Kallies & Ebert & Lehmann & Müller & Wilke ·
1980: Boesler & Neisser & Köpke & Schütz & Kühn & Richter & Sandig & Metze & Wilke ·
1984: O'Steen & Metcalf & Bower & Graves & Flanagan & Norelius & Thorsness & Keeler & Beard ·
1988: Strauch & Zeidler & Haacker & Wild & Kluge & Schröer & Balthasar & Stange & Neunast ·
1992: Barnes & Taylor & Delehanty & Crawford & McBean & Worthington & Monroe & Heddle & Thompson ·
1996: Tănase & Cochelea & Gafencu & Spîrcu & Olteanu & Lipă & Popescu & Ignat & Georgescu ·
2000: Damian & Susanu & Olteanu & Cochelea & Dumitrache & Lipă & Gafencu & Ignat & Georgescu ·
2004: Florea & Susanu & Bărăscu & Papuc & Gafencu & Lipă & Damian & Ignat & Georgescu ·
2008: Cafaro & Cummins & Davies & Francia & Goodale & Lind & Logan & Shoop & Whipple ·
2012: Cafaro & Francia & Lofgren & Ritzel, Musnicki & Logan & Lind, Davies & Whipple ·
2016: Elmore & Gobbo & Logan & Musnicki, Polk & Regan & Schmetterling & Simmonds & Snyder ·
2020: Roman & Gruchalla-Wesierski & Roper & Proske & Grainger & Mailey & Payne & Wasteneys & Kit ·
2024: Rusu & Anghel & Bodnar & Lehaci & Adam & Bereș & Vrînceanu & Radiș & Petreanu